# Pùnt da Suransuns
Die Pùnt da Suransuns (rätoromanisch Brücke nach Suransun) ist eine 1999 von Jürg Conzett entworfene Spannbandbrücke in Zillis im Schweizer Kanton Graubünden.

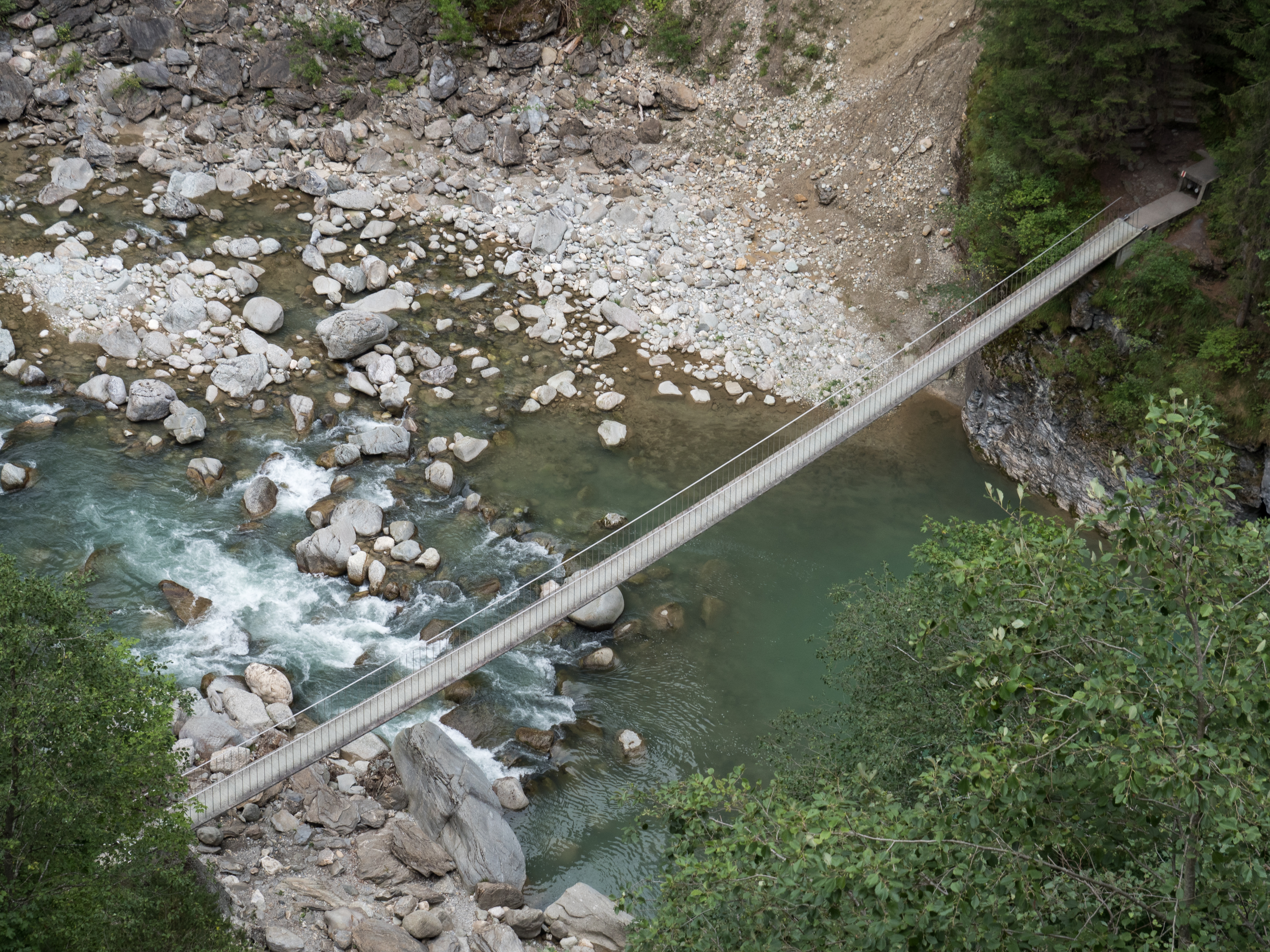
Draufsicht

## Lage
Die Pùnt da Suransuns setzt den Wanderweg im südlichen Teil der Viamala-Schlucht über den Hinterrhein fort. Sie befindet sich zwischen der Wildener Brücke und der Brücke bei Rania. Der Standort ist eine Stelle tief unter der Brücke der Autobahn.

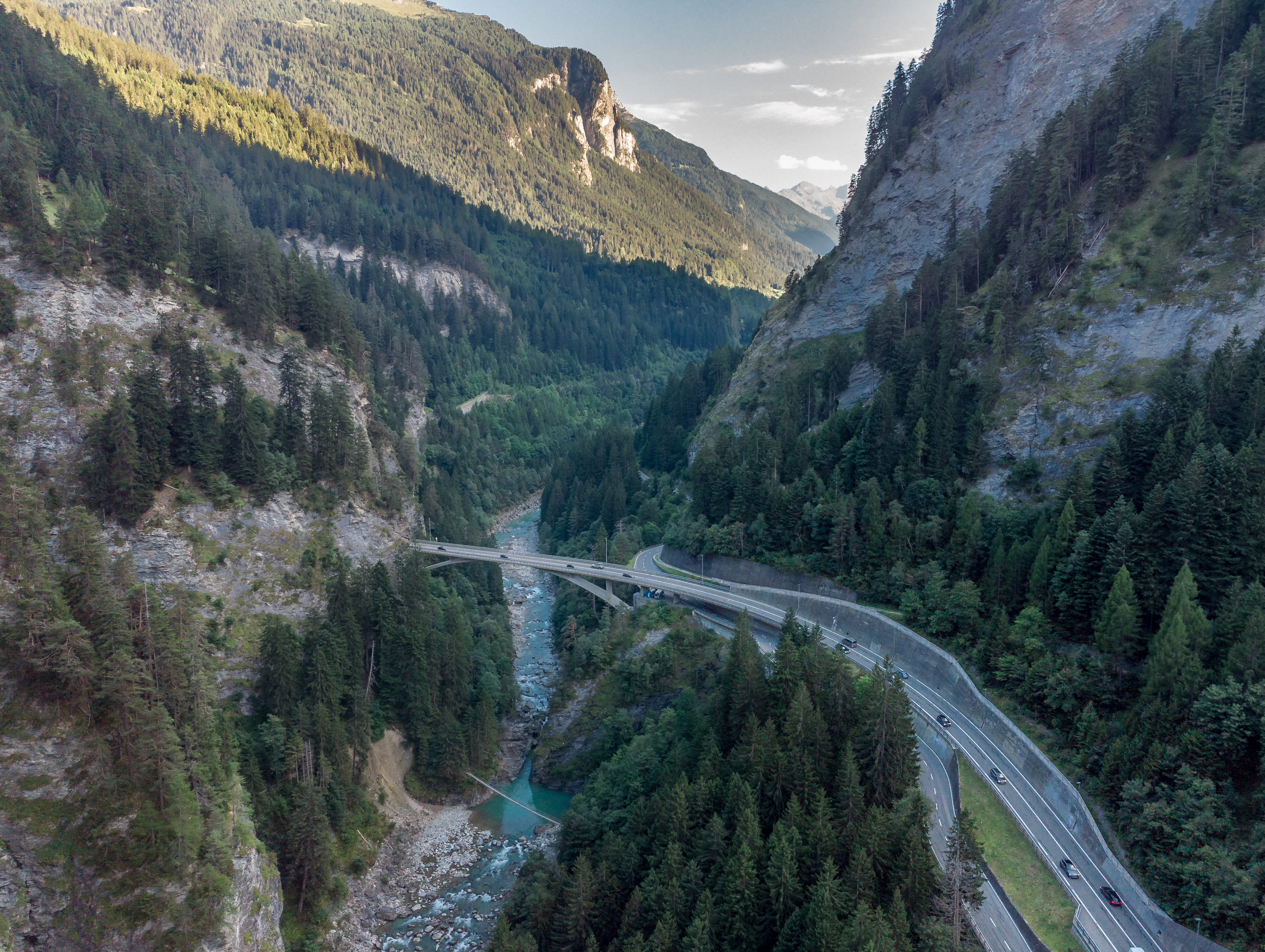
Lage unter der Autobahnbrücke

## Geschichte
1997 wurde für die neue Fussgängerbrücke ein Ideenwettbewerb unter regionalen Ingenieurbüros veranstaltet. Bei dem Steg handelt es sich um eine Spannbandbrücke. Der Gehweg besteht aus Platten aus Andeerer Granit (Gneis), die über untenliegende Bänder aus Stahl vorgespannt sind. Durch diese Vorspannung erhöhen sich Steifigkeit und Stabilität. Das Stabgeländer verbindet die Steinplatten mit den Zugbändern. Diese feine Brüstung trägt zur filigranen Gesamtform des Bauwerks bei. Die Brücke überspannt eine Öffnung von 40 Metern und ist 1,1 Meter breit. Die Gesamtlänge liegt bei 45 Metern. Für den Bau des Hängestegs wurden 2,6 Tonnen Baustahl und ein Betonvolumen von 12,5 Tonnen benötigt. Die Kosten betrugen 285'000 Schweizer Franken.
Conzett verwendete die Druckfestigkeit des Steins und die Zugfestigkeit der Stahlbänder zur Schaffung eines Tragwerks von Sparsamkeit und Eleganz. Diese Konstruktion ist eine Hommage an Heinz Hossdorf, der 1954 für die Teufelsbrücke in der Schöllenenschlucht die Verwendung von vorgespanntem Granit vorgeschlagen hatte, jedoch nicht zur Ausführung kam. Mitarbeiter von Jürg Conzett waren Fredric Benesch und Guido Lauber.

## Auszeichnungen und Preise
- 1999: Auszeichnung für gute Bauten Graubünden für Jürg Conzett
- 2006: Auszeichnung – Neues Bauen in den Alpen für Jürg Conzett
- 2019: Im Rahmen der Kampagne «52 beste Bauten – Baukultur Graubünden 1950–2000» erkor der Bündner Heimatschutz die Brücke als eines der besten Bündner Bauwerke.[9]

## Bücher
- Tom F. Peters: Der entwerfende Schweizer Ingenieur. Robert Maillart, Christian Menn und Jürg Conzett. In: Bündner Monatsblatt. 4/2004, S. 227–245, hier S. 240–245
- Jürg Conzett: Pùnt da Suransuns. In: Schweizer Ingenieur und Architekt, Nr. 1/2, 11. Januar 2000, S. 4–8.
- Gute Bauten in Graubünden 2001 (= BVR-Informationen. 2/01, Sonderheft) Hrsg. vom Bündner Heimatschutz und der Bündner Vereinigung für Raumplanung. Chur 2001
- Christoph Mayr Fingerle (Hrsg.): Neues Bauen in den Alpen – Architekturpreis 2006. Birkhäuser Verlag, Basel/Boston/Berlin 2006.
- Hochparterre und Bündner Heimatschutz (Hrsg.): Bauen in Graubünden. Ein Architekturführer zu 100 zeitgenössischen Bauten. Edition Hochparterre, Zürich 2013
- Bündner Heimatschutz (Hg.): 52 Beste Bauten. Baukultur Graubünden 1950–2000. Edition Hochparterre, Chur 2020. ISBN 978-3-909928-61-3 mit Fotografien von Ralph Feiner und Beiträgen von Leza Dosch, Bernhard Furrer, Ludmila Seifert